# Camptomyia populi
Camptomyia populi är en tvåvingeart som först beskrevs av Dufour 1841.  Camptomyia populi ingår i släktet Camptomyia och familjen gallmyggor. Inga underarter finns listade i Catalogue of Life.